# Hannes Bertle
Hannes Bertle (* 22. Juni 1910 in München; † 28. Dezember 1978 in Schruns) war ein deutscher Maler und Restaurator.

## Leben
Hannes Bertle stammt aus der Künstlerfamilie Bertle. Sowohl sein Großvater Jakob Bertle als auch sein Vater Hans Bertle waren Künstler.
Hannes Bertle schuf zunächst Landschaftsbilder, großformatige Fresken, Glasfenster und Kreuzwege in verschiedenen Techniken. Der an der Akademie der bildenden Künste in München ausgebildete Künstler ließ sich nach dem Zweiten Weltkrieg wieder in Schruns nieder, wo er den Austausch mit den abstrakten Künstlern Lucas von Cranach und Hugo von Schönborn fand. Nach dem Krieg jedoch wandte er sich der abstrakten Malerei zu.

In weiterer Folge entstanden etliche Wandfresken und Sgraffiti an öffentlichen Gebäuden Vorarlbergs. Bertle war von 1955 bis 1968 als Restaurator für das Bundesdenkmalamt tätig und lebte seit 1977 in Schruns.

## Werke
- Glasmalerei in der Pfarrkirche Altach
- Sgraffito am Eingang der Batlogghalle, Schruns
- Fresken in der Schule, Gamprätz
- Hotel „Taube“, Schruns